# Johann Georg Friedrich Reichenbach

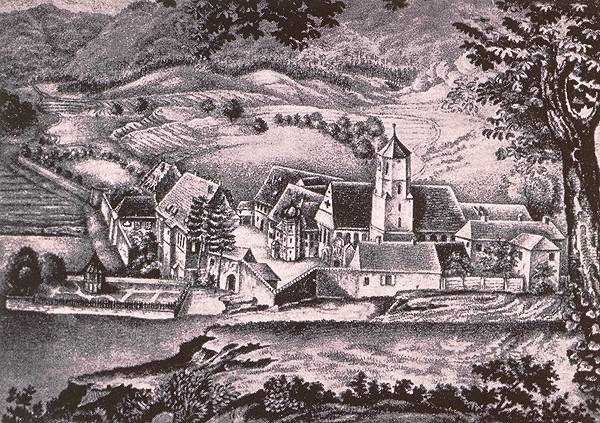
Urspring als Fabrik, nach Ende 1832; wohl zwischen 1846 und 1850

Johann Georg Friedrich Reichenbach (* 22. Juni 1791 in Montbéliard/Mömpelgard; † 1873 in Stuttgart) war Kaufmann, Gründer und Inhaber der Baumwollweberei Urspring (MWU) von 1832–1852.

## Leben

### Herkunft und Bildung
Johann Georg Friedrich Reichenbach stammte aus einer alteingesessenen württembergischen Familie, ursprünglich ansässig in Cannstatt, welche im Dienst des württembergischen Herzogshauses stand. Traditioneller Beruf in der Familie war derjenige eines Chirurgen. Dieser Beruf pflanzte sich auf seinen Vater Wilhelm Heinrich Reichenbach fort, welcher Leibarzt Herzog Friedrich Eugens war. Reichenbach war ein Vetter des Naturforschers und Industriellen Karl Ludwig Freiherr von Reichenbach. Eine Tante von ihm war die Malerin Ludovike Simanowiz.
Reichenbach wurde in Mömpelgard am 22. Juni 1791 als zweiter von insgesamt drei Söhnen geboren, welche beide aber bereits mit zwei Jahren verstarben. So verblieb Georg seinen Eltern als einziger Sohn.
In seiner Kindheit folgte die Familie dem Vater bei seinen wechselnden Dienstverhältnissen. Nachdem der Vater von 1783 als Kammerdiener und „Chirurgus“ des Herzogs Friedrich Eugen in Mömpelgard gewesen war, verließ die Familie im Frühjahr 1793 Mömpelgard und folgte Herzog Friedrich Eugen als Chirurg und Kammerdiener nach Bayreuth nach; mit dem Herzog kehrte sie auch im Jahr 1795 nach Stuttgart zurück.
Reichenbach ging von 1804 bis 1810 (also vom 13. bis zum 17. Lebensjahr) in Basel in eine kaufmännische Lehre und hielt sich von 1810 bis 1812 (vom 17. bis zum 19. Lebensjahr) in Frankreich auf. Laut Raithelhuber soll er sich in einer belgischen Textilstadt in der Herstellung von Leinenstoffen ausgebildet haben.
Reichenbach erschien 1812 nicht zur Jahresmusterung beim württembergischen Militär in Esslingen am Neckar. Er erklärte, er wolle wieder in sein Bürgerrecht in Mömpelgard zurückkehren, wo sein Vater bei Herzog Friedrich Eugen von 1783 bis Frühjahr 1793 als Leibarzt angestellt gewesen war. Offenbar hatte Reichenbach vom bevorstehenden, und seit 1811 vorbereiteten, russischen Kriegszug Napoleons Wind bekommen, und Württemberg befand sich noch immer in Koalition mit Napoleon.

### Familienverhältnisse und Nachkommen
Reichenbach heiratete erstmals in Saint-Quentin am 2. August 1820 Clélie Dupuis, geboren 1. Januar 1794 oder „12. Nivôse an II“, † 6. März 1831 (37 Jahre 2 Monate alt), die Tochter des Jean Baptiste Dupuis, Maire de ville (Bürgermeister) von Saint-Quentin, „négociant et président du tribunal de commerce“ (Kaufmann und Vorsitzender des Gewerbegerichts) von Saint-Quentin, und dessen Ehefrau Adelaide Henry. Aus dieser Ehe stammen die Kinder:
- Clara, geboren wohl in Saint-Quentin am 6. Mai 1825; sie heiratete in Weiler (bei Blaubeuren) und Schelklingen am 17. September 1844 Alexis Friedrich von Kellenbach, Kaufmann in Brüssel, geboren in Esslingen am Neckar am 18. Mai 1820 (evang.), Sohn des Joseph Friedrich von Kellenbach und dessen Ehefrau Friederike Weinland[5], und
- Gustaph, wohl ebenfalls geboren in Saint-Quentin im Jahre 1826 (errechnet). Am 15. September 1847 verlangte Gustav Reichenbach vom Gemeinderat Schmiechen, wo sein Vater verbürgert war, einen Heimatschein, welcher ihm aber verweigert wurde, weil er nicht das Schmiechener Bürgerrecht erworben habe. Hieraus entspann sich ein längerer Streit, wobei erwähnt wird, dass im November 1832 das „Töchterlein Clara“ 8 Jahre und „das Söhnlein“ 7 Jahre alt gewesen wären[6].

Am 7. Mai 1833 heiratete Georg Reichenbach ein zweites Mal in Blaubeuren Adelheid Teichmann (geboren in Blaubeuren 16. April 1809, getauft evangelisch, † 1889), die Tochter des Ludwig Friedrich Teichmann, Kameralverwalter in Blaubeuren und dessen Ehefrau Julie Friederike Gaupp. Aus dieser Ehe stammen die Kinder:
- Ida Emilie, geboren 1. Februar 1834, ⚭  Karl Becker (1838–1887), † 1917
- Emma Adelheid, geboren 14. Oktober 1836, ⚭ Karl Alexander Schweizer (1828–1887), † 1892
- Adelheid Adele, geboren 15. Juli 1838, ⚭ Louis Epplé (1844–1880), † 1893
- Sophie Mathilde, geboren 26. Dezember 1839, ⚭ Eugen Pfendsack (1930–1893), † 1917
- Mathilde, geboren 1841, ledig, † 1910
- Johanna Emilie Laura, geboren 13. September 1849, ⚭ Adolf von Marchtaler (1840–1902), Direktor der Zuckerfabrik Heilbronn[8], † 1940

## Wirken

### Frühes berufliches Wirken
In der nordfranzösischen Textilstadt Saint-Quentin betrieb Reichenbach in einem verlassenen Kloster zusammen mit seinem Compagnon Legoupil eine „Filature de Coton“ (Baumwollweberei); die Akten bezeichnen ihn als „négociant“ (Kaufmann). Reichenbachs Fabrikunternehmen litt unter mannigfachen Schwierigkeiten vor Ort und ging 1831 in Konkurs.

### Fabrikant in Urspring
1832, nach Württemberg zurückgekehrt, erwarb er die meisten Gebäude des ehemaligen Benediktinerinnenklosters Urspring und richtete dort eine Baumwollmanufaktur ein. Vom Kauf ausgenommen blieben das Pfarrhaus (ehemaliges Unteres Gasthaus), die Hausmeisterwohnung (ehemaliges Priorat) und der von dem Brauhauspächter bisher benützte Keller; diese blieben dem Pfarrer, den Klosterfrauen und Schwestern auf ihre Lebenszeit zur Bewohnung und Benützung vorbehalten. Die vormalige Klosteroberamtei, nachherige Urspringer Kameralverwaltung, samt dem Waschhaus südlich davon, behielt sich der württembergische Staat als Wohnung des Revierförsters vor. Der württembergische Staat wollte das Kloster loswerden, da es lediglich Kosten verursachte. Unter drei Bewerbern, darunter die Stadt Schelklingen und der Restkonvent, erhielt Reichenbach den Zuschlag, mit der Auflage, eine Manufaktur einzurichten. Schon gleich zu Beginn gab es Reibereien zwischen Reichenbach und der Stadt Schelklingen, welche mit dem Verlust der Urspringer Getreidemühle unzufrieden war. Reichenbach antwortete mit der Drohung „daß er, im Fall die Gemeinde Schelklingen seinem Vorhaben – in Beziehung auf die Entfernung der Mühle und Pachtabnahme der Güter, Hindernisse in den Weg legen wollte und würde, – bei der von ihm nicht bezweifelten Durchsetzung seines Plans, die Schelklinger ihre Verwendungen dadurch fühlen lassen würde, daß er aus dieser Gemeinde gar keine Arbeiter anstellen würde; so hat der Stadtvorstand aus dieser Äußerung auf einen bösartigen Charakter des Fabrikanten Reichenbach schließen zu müßen geglaubt, von welchem seiner Zeit alle mögliche Chikanen erlebt werden könnten“. Am 27. August 1832 wurde Reichenbach die Aufnahme in den württembergischen Staatsverband bestätigt; dies war eine Voraussetzung für die Aufnahme eines Gewerbes. Die Stadt Schelklingen wollte Reichenbach aus steuerlichen Gründen als Gemeindebürger von Schelklingen sehen, doch Reichenbach entschied sich dafür, das Bürgerrecht in Schmiechen zu erwerben. Besteuert wurde er dennoch in Schelklingen, da Urspring zum Ortsverband Schelklingen gehörte, und er war der Höchstbesteuerte dort mit 196 fl 6 kr im Jahre 1843. Als Reichenbach bei den 1838 stattgehabten Wahlen (zu den Landständen) teilnehmen wollte, wurde ihm dieses vom Oberamt Blaubeuren verwehrt, weil er Bürger im Dorfe „Schmiechen nicht aber Bürger in meinem Wohnorte Urspring sey, auch dort keine Staatssteuer entrichte, sondern dieselbe zur Stadt Schelklingen bezahle“.
Ende 1832 ließ Reichenbach die kupferne welsche Haube des Kirchturms abbrechen. Der Einspruch der Behörden gegen den alleinigen Verkauf des Kupfers durch Reichenbach führte dazu, dass der Wert des Kupfers vom Staat auf die Kaufsumme des Klosters aufgeschlagen wurde.
Bereits 1835 verlangte das Oberamts Blaubeuren einen Zustandsbericht: „Urspring wurde den 4.ten Juni 1832 vom Staate erkauft. Sechs Monate waren zur Einrichtung des Locals und des Treibwerks erforderlich, ehe begonnen werden konnte. Das erste Jahr wurden eine Spuhl- eine Zettel & eine Schlichtmaschine nebst 46 Handwebstühlen, im zweiten Jahre eine weitere Spuhl-, Zettel & Schlichtmaschine nebst fernern 40 Handwebstühlen errichtet, und sind auch im laufenden Jahre wieder eine Schlichtmaschine und 15 mechanische Wasserstühle aufgestellt, so daß nunmehr 2 Spulmaschinen, 2 Zettelmaschinen, 3 Schlichtmaschinen, 86 Handwebstühle und 15 Wasserstühle im Gange sind, welche täglich zusammen nahe bei 120 Arbeitern, (ohne die Handwerksleute, als: Schlosser, Schreiner, Maurer, Sattler, Flaschner, Fuhrleute usw. welche beständig auch Verdienst in der Fabrike finden) beschäftigen. — Hiebei ist zu bemerken, daß die Helfte der Fabrikarbeiter aus Mädchen von 14–20 Jahren besteht“.
Im August 1841 verlangte das Oberamt Blaubeuren wieder Bericht und Zeugnis des Stadtrats über den Fortgang des Geschäfts Reichenbachs sowie über den Wert seiner Liegenschaft. Im Gegensatz zu der eher kritischen Einschätzung der Person Reichenbachs vom 4. März 1832 (siehe oben) war der Stadtrat jetzt voll des Lobes: der Stadtrat bezeugte, „daß das Fabrik-Geschäft des Reichenbach /: Baumwolleweberei und Bleicherey :/ immer mehr und mehr sich vervollkommne und bereits einen lobenswerthen Zustand erreicht habe, und daß es ganz gewiß sey, daß bei dem vorzüglich guten Prädikat, der großen Geschäfts-Kenntniß und der rastlosen Thätigkeit und Umsicht des Fabrik-Innhabers Reichenbach sein Geschäft sich noch so hoch bringen werde, daß es zu den vorzüglichsten Fabrik-Geschäften Württembergs gehören werde.“ Der Wert des Reichenbachschen Anwesens wurde insgesamt auf 67,700 fl beziffert: A.) Gebäude, Wert wenigstens 25,000 fl; B.) Güter, Wiesen, Äcker, Gärten 12,000 fl; C.) Wasserkraft der Urspringquelle, die Achquelle samt Fischerei-Gerechtigkeit 2000 fl; D.) Fahrnis (Fabrik-Gerätschaften, Arbeits-Materialien etc.) 28,700 fl.
Der Fabrikbetrieb durch Reichenbach lässt sich in zwei Phasen einteilen. In der ersten Phase von 1832 bis 1846 befand sich die Weberei im ersten Obergeschoss der zweistockigen Getreidemühle und Brauerei am Ursprung und in den Klausurflügeln: im vormaligen Konventsaal, dem ehemaligen Strafzimmer, der früheren Gaststube und Kammer des Brauhauses und in einem Saal, der durch den Abbruch der Zellen der Nonnen (wohl in den Klausurflügeln) entstanden war. Die Klosterkirche wurde 1835 als Magazin benutzt.
In der zweiten Phase von 1846 bis 1852 enthielt die ehemalige Mahlmühle und Brauerei, das sogenannte Bruderhaus (ein zusammenhängendes langes Gebäude, 1907 abgebrochen) eine Kunstbleiche.
Reichenbach betrieb die Fabrik in Urspring zwanzig Jahre lang, von 1832 bis 1852. Ende des Jahres 1851 – Reichenbach war mittlerweile 61 Jahre alt – ging die Weberei in Konkurs und wurde wegen Überschuldung verkauft. Der Anlass für den Konkurs soll das Misslingen der Bleicherei gewesen sein. Aus dem Kaufvertrag an die Witwe Friederike Blezinger geht hervor, dass neben der Weberei in Urspring auch noch eine Kunstbleiche betrieben wurde.
Reichenbachs Hauptgläubiger war die Witwe Friederike Blezinger in Stuttgart. Die Familie Blezinger soll sich gezwungen gesehen haben, Urspring zu übernehmen. Am 30. Januar 1852 kaufte Obertribunalrat Dr. Karl Ludwig Wilhelm von Hofacker in Stuttgart, Bevollmächtigter und Schwiegersohn der Witwe Friederike Blezinger, den Fabrikbetrieb für seinen Schwager und jüngsten Sohn der Witwe Blezinger Christian August auf; dieser leitete die Fabrik von 1853–1859.
Reichenbach ließ sich nach dem Verlust von Urspring in Stuttgart nieder, wo er 1873 starb. Seine zweite Frau folgte ihm 1889 im Tode nach.

## Die württembergische Baumwollindustrie in ihrer internationalen Abhängigkeit
Das Spinnen und Weben von Baumwolle war für Württemberg eine Innovation, welche sich erst langsam gegen die Leinwandindustrie durchsetzen musste. Das Ausland, insbesondere England, Belgien, Frankreich (besonders das Elsass), und die Schweizer Kantone Appenzell und St. Gallen, waren auf diesem Sektor schon weit vorangeschritten. So wundert es nicht, wenn die frühen württembergischen Baumwollfabrikanten wie Reichenbach sich über die ausländische Konkurrenz beklagten. Diese Konkurrenz lief überwiegend über den Preis und die Qualität der Produkte, welch beide von modernen Produktionstechniken abhingen. Diese wiederum erforderten einen hohen Anfangskapitaleinsatz.
Die Rohbaumwolle wurde überwiegend über Liverpool aus den USA bezogen. Ägypten als Lieferland spielte noch eine kleinere Rolle. Damit machte sich die Baumwollindustrie stark von internationalen Einflüssen abhängig.
Die Baumwollindustrie litt außerdem unter den ökonomischen Krisenerscheinungen. In die Zeit Reichenbachs fallen insbesondere die Krisenjahre 1847 und 1848, als nach den Missernten von 1846 die Lebensmittelpreise stark stiegen und daher beim anderweitigen Konsum eine große Kaufzurückhaltung die Folge war. Der Preis für Baumwollprodukte war bereits vorher langfristig gefallen. Beide Faktoren führten zu einem Absatzeinbruch an Baumwollprodukten und führte bei den Baumwollunternehmern schließlich zu Liquiditätsproblemen.

### Reichenbachs Verbesserungsvorschläge
Reichenbach machte mehrere Eingaben und Vorschläge an die württembergische Staatsregierung zur Verbesserung der württembergischen Baumwollindustrie. Er verfasste 1835 Notizen über Baumwollindustrie in Württemberg und Notizen über sächsische Industrie. Reichenbach beklagt insbesondere einen Mangel an mechanischen Werkstätten, einen Mangel an tüchtigen, kenntnisreichen, jungen Männern, die sich für das Fabrikwesen eigneten, und einen Mangel an geschickten Hilfshandwerkern, wie z. B. Schlossern, Schreinern, und Eisendrehern.
Um diesen Mängeln abzuhelfen, schlägt er vor: a) die Absendung eines jungen, der französischen Sprache mächtigen Technikers in die Gewerbeschule nach Châlons sur Marne auf Kosten der Gesellschaft für Beförderung der Gewerbe in Württemberg; b) ebenso eines geschickten jungen Schreiners oder Zimmermanns in eine mechanische Spinnerei und Weberei des Elsasses; und c) eines jungen Schlossers in eine Maschinen Werkstätte des Elsasses, oder nach Lüttich.
1847 reicht er einen Plan für eine Gewerbeschule nach dem Muster der französischen Gewerbeschule in Châlons sur Marne ein, mit dem Titel: Vorschlag und Plan zu Errichtung eines gewerbwissenschaftlichen Instituts verbunden mit Werkstätten Maschinen & Werkzeugen für den praktischen Unterricht und lieferte einen detaillierten Ausführungsplan gleich mit. Reichenbach stellt fest, dass in Württemberg im Bereich der Weberei zu sehr an alten Handwerksmethoden festgehalten werde. Er bringt vor, dass Realschulen und Polytechnika für die technische Bildung nicht geeignet wären. Auch wären durch den Vorrang des humanistischen Gymnasiums die industrielle technische Ausbildung und Entwicklung lange vernachlässigt worden. Die neue Einrichtung einer Gewerbeschule solle sowohl theoretischen als auch praktischen Unterricht anbieten, aber konzentriert auf Fächer, die der handwerklich-industriellen Ausbildung förderlich seien.